# 생강 쿠키
생강 쿠키(生薑cookie)는 생강으로 맛을 낸 쿠키 또는 비스킷이다. 생강가루와 다른 향신료를 넣어 만든다. 흔히 계피, 당밀, 정향 등이 쓰인다. 북유럽식 생강 쿠키는 두께가 얇으며, 정향, 계피, 카다멈이 들어간다.

## 이름
- 노르웨이: 페페르카케(노르웨이어: pepperkake)
- 덴마크: 페베르카예(덴마크어: peberkage), 브룬카예(덴마크어: brunkage)
- 라트비아: 피파르쿠카(라트비아어: piparkūka)
- 미국·캐나다: 진저 스냅(영어: ginger snap)
- 스웨덴: 페파르카카(스웨덴어: pepparkaka)
- 아이슬란드: 피파르카카(아이슬란드어: piparkaka)
- 에스토니아: 피파르코크(에스토니아어: piparkook), 피퍼르쿠크(버로어: pipõrkuuk)
- 영국·오스트레일리아·뉴질랜드: 진저 넛(영어: ginger nut), 진저 비스킷(영어: ginger biscuit)
- 핀란드: 피파르카쿠(핀란드어: piparkakku), 피파리(핀란드어: pipari)

## 사진

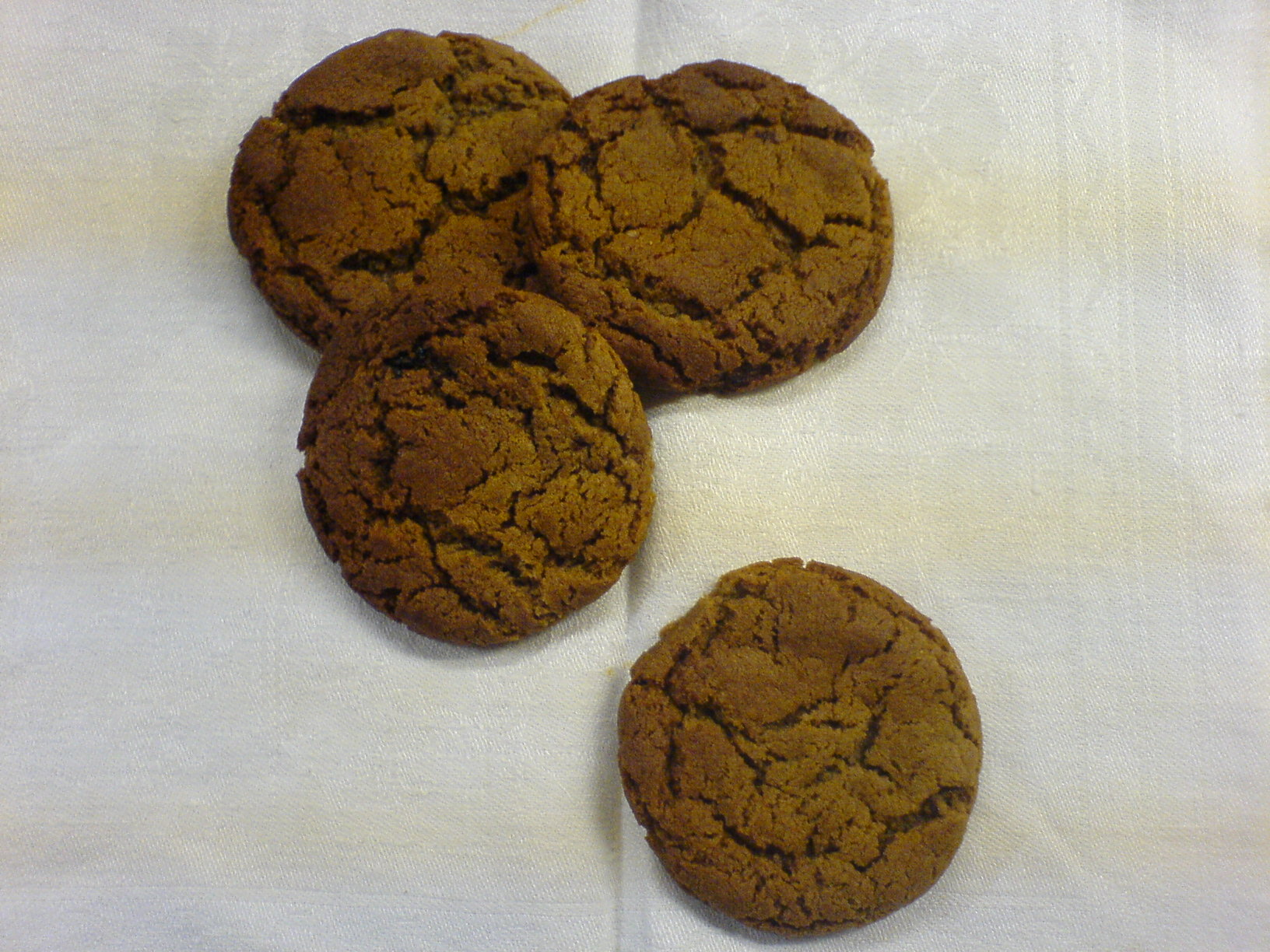
콘월식 생강 쿠키 페어링
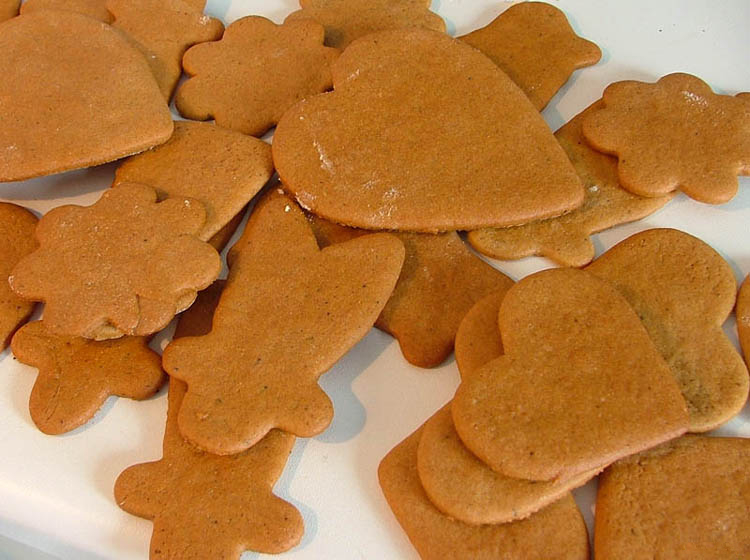
핀란드식 생강 쿠키

## 같이 보기
- 레프쿠헨
- 브랜디 스냅
- 진저브레드
- 스페퀼로스
- 페어링
- 프랴니크